# Operator filmowy

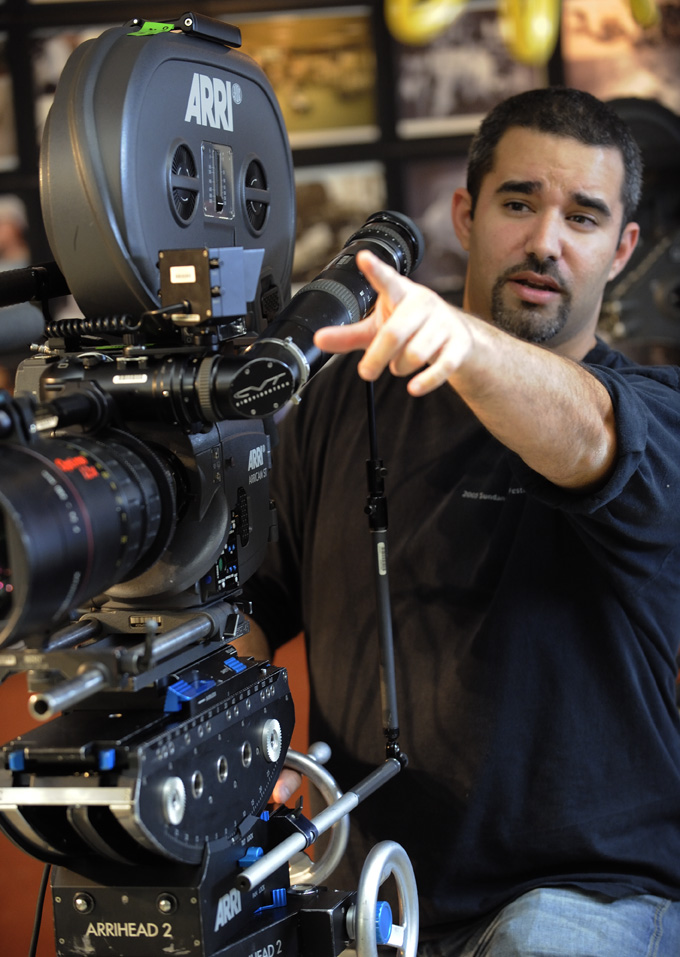
Operator filmowy

Operator filmowy (operator zdjęć, kierownik zdjęć, reżyser obrazu, autor zdjęć, operator obrazu) – szef zespołu fotograficzno-operatorskiego, ustalający z reżyserem i scenografem kompozycję plastyczną kadru, oświetlenia i rodzaje stosowanych planów filmowych. Główne zadanie operatora obrazu to ustalanie kompozycji plastycznej kadru według koncepcji artystycznej reżysera. Jest odpowiedzialny za wszystko, co wiąże się z obrazem.
W pionie operatorskim znajdują się między innymi:
- operator kamery, własnoręcznie obsługujący – pod kierownictwem operatora zdjęć – kamerę, obsługujący kąty ujęć kamery, kadru i jej ruchy i pozostały sprzęt zdjęciowy
- asystent kamery – odpowiedzialny za stan techniczny kamery, ładowanie filmu i prowadzenie ostrości obrazu
- wózkarz – obsługujący dodatkowy sprzęt zdjęciowy – wózki, krany, układający tory do ruchu kamery
- główny oświetlacz (mistrz oświetlenia, gaffer) – szef ekipy oświetlaczy planu zdjęciowego
- oświetlacze – obsługujący sprzęt oświetleniowy
- agregaciarz – odpowiedzialny za pracę agregatu prądotwórczego podczas zdjęć plenerowych tam, gdzie nie można podłączyć sprzętu filmowego do sieci energetycznej
- fotosista – osoba robiąca zdjęcia na planie filmowym (fotosy)
- operator zdjęć specjalnych – funkcja ta występuje tam, gdzie realizowane są triki filmowe i efekty specjalne
- elektryk – odpowiadający za sprawność oraz podłączenie urządzeń do instalacji elektrycznej